# ألين كولستاد
ألين كولستاد هو سياسي أمريكي، ولد في 24 ديسمبر 1931 في تشيستر في الولايات المتحدة، وتوفي في 2 أغسطس 2008. نشط حزبياً في الحزب الجمهوري. وقد انتخب عضو مجلس ولاية مونتانا ‏ وانتخب عضو مجلس نواب مونتانا ‏.